# Kliješta za uskočnike
Kliješta za uskočnike (stariji naziv: Seeger kliješta)  koriste se za ugradnju i skidanje uskočnika, koji služe kao osigurač od osnog pomaka osovine ili vratila, odnosno dijelova koji leže na osovini ili vratilu, ili su umetnuti u odgovarajuće kućište. Uskočnici se najčešće upotrebljavaju kao osigurači od ispada svornjaka, za pozicioniranje valjnih ležajeva na vratilu i u kućištu, te za osno pozicioniranje raznih strojnih dijelova (koloture, ramenice, zupčanici) na osovine ili vratila.
Materijal kliješta za uskočnike je obično specijalni alatni čelik, koji je kovan, potpuno poboljšan i ojačan. Čeljusti su normalno polirane, površina kromirana prema EN 12540, a vrhovi brunirani. Ručke bi trebale biti izolirane plastičnom masom, zbog zaštite od električnog udara.
Kliješta za uskočnike se dijele na:
- kliješta za vanjske uskočnike, koji se umeću u odgovarajuće oblikovan žlijeb na osovini ili vratilu (prema DIN 5254).
- kliješta za unutarnje uskočnike, koji se umeću u odgovarajuće oblikovan žlijeb u kućištu (prema DIN 5256).